# 费尼斯
费尼斯（法語：Fénis），是意大利瓦莱达奥斯塔的一个市镇。总面积68平方公里，人口1750人，人口密度25.7人/平方公里（2009年）。ISTAT代码为007027。